# Fisheropone ambigua
Fisheropone ambigua (лат.) — вид муравьёв (Formicidae), единственный в составе монотипического рода Fisheropone из подсемейства Ponerinae, который ранее включался в состав рода Pachycondyla. Африка.

## Распространение
Афротропика: Габон, Камерун, Танзания, Уганда, Южный Судан.

## Этимология
Родовое название Fisheropone дано в честь американского мирмеколога Брайана Фишера (Brian Fisher), исследователя муравьёв Африки и Мадагаскара.

## Описание
Мелкие муравьи жёлтоватого цвета. Длина рабочих особей около 2,5 мм (крылатые самки и самцы не известны). Усики 12-члениковые. Глаза редуцированы. Задние голени с одной шпорой. Проподеальные дыхальца вытянутой формы. Петиоль чешуевидный. Мандибулы длинные и узкие субтреугольные, с 8 зубчиками на жевательном крае. Мезонотум слит с проподеумом, нотопроподеальный шов отсутствует. Проподеум без шипиков или зубцов. Стебелёк между грудкой и брюшком состоит из одного членика петиоля. Брюшко с перетяжкой между 1-м (A3) и 2-м (A4) сегментами. Обнаружены в подстилочном слое тропических лесов Африки.

## Систематика
Вид Fisheropone ambigua был впервые описан в 1942 году американским мирмекологом Карло Эмери под первоначальным названием Ponera amblyops Emery, 1887. Затем F. ambigua несколько раз менял своё таксономическое положение, в том числе с 1995 года включался в состав рода Pachycondyla. В 2009 году Крис Шмидт (Schmidt, 2009), проведя молекулярно-генетический филогенетический анализ подсемейства понерины выделил F. ambigua в отдельный род Fisheropone Schmidt & Shattuck, 2014 и включил его в состав родовой группы Odontomachus genus group (из трибы Ponerini). Fisheropone имеет сходство с родами Cryptopone, Hypoponera, Mesoponera и Euponera.